# Adriano Galliani

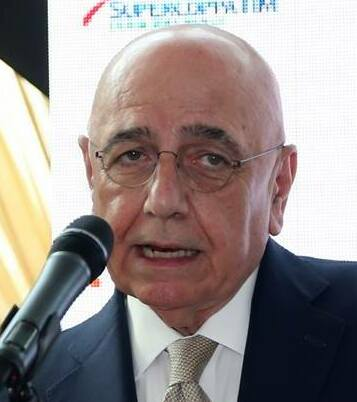
Adriano Galliani in 2016

Adriano Galliani (Monza, 30 juli 1944) is een Italiaanse ondernemer die van 1986 tot 2017 bij AC Milan vicepresident en algemeen directeur was. In 2011 werd hij vanwege zijn verdiensten opgenomen in de Hall of Fame van het Italiaanse voetbal.

## Carrière
Galliani volgde een studie geometrie en na afronding daarvan trad hij acht jaar lang in dienst van de stad Monza. Daarna ging hij verder in het bedrijfsleven en startte hij een onderneming die zich bezighield met de ontvangst van tv-signalen. Door zijn contacten in het bedrijfsleven kwam hij in 1979 Silvio Berlusconi tegen, met wie hij een jaar later Canale 5 oprichtte.
In 1986 werd Berlusconi eigenaar van voetbalclub AC Milan en werd Galliani benoemd als algemeen directeur van de club. Niet snel daarna werd hij ook vicepresident van de club en groeide hij uit tot de rechterhand van clubvoorzitter en mediatycoon Berlusconi. In 2018 stapte hij over naar voetbalclub Monza die eveneens in handen is van Berlusconi.